# Edmund Malecki
Edmund Malecki (Hannover, 1º novembre 1914 – 21 aprile 2001) è stato un calciatore tedesco, di ruolo centrocampista.

## Carriera

### Nazionale
Ha collezionato 5 presenze con la propria Nazionale.

## Palmarès
- Campionato tedesco: 1

Hannover 96: 1937-1938